# Чайка (фільм, 2015)
«Чайка» (рос. Чайка) — російський документальний фільм-розслідування Фонду боротьби з корупцією (ФБК), вперше опублікований 1 грудня 2015 року на відеохостингу YouTube, де станом на листопад 2021 року налічує понад 25 млн переглядів.
У фільмі розповідається про діяльність наближених до генерального прокурора РФ (2006—2020) Юрія Чайки осіб, включаючи його близьких родичів та родичів його підлеглих. У фільмі представлені дані про фінансові махінації та злочини Юрія Чайки та його оточення, зокрема про відмивання грошей та зв'язок з бандою Цапков.
У грудні 2015 року фільм отримав спеціальний приз на міжнародному фестивалі документального кіно «Артдокфест».
У 2016 році, на запит «Фонду боротьби з корупцією», прокуратура Швейцарії перевірила діяльність синів Юрія Чайки, а також пов'язаних з ними осіб та компаній, але не виявила фактів відмивання грошей.
Фільм, на думку журналістів, став приводом для ухвалення законопроєкту про заборону дітям і дружинам чиновників мати свій бізнес.

## Зміст
Фільм є кримінальною драмою в п'яти частинах:
1. Греція. Про готель Артема Чайки в Греції, віллі з видом на гору Афон та зв'язки генпрокуратури з Цапковською ОЗУ.
2. Швейцарія Про резидентську візу, дім та рахунки сина генпрокурора у Швейцарії.
3. Іркутськ. Про те, як Артем Чайка та його люди брали участь у рейдерському захопленні Верхньоленського пароплавства та викрали у держави 12 судів класу річка-море.
4. Артем. Артем Чайка виявився бенефіціаром Тиретського солерудника, компанії з видобутку щебеню, та будівельником торговельного комплексу в Митищах.
5. Ігор. Як компанії, пов'язані з 27-річним сином генпрокурора, змогли отримати держзамовлення на 300 млрд рублів.

## Хід розслідування та створення фільму
Відділ розслідувань ФБК вів справу півтора року, попутно працюючи з іншими кейсами. Сам Навальний оцінив бюджет фільму у 250 000 рублів, уточнивши: «Нам, щоправда, багато чого обійшлося безкоштовно або дуже дешево — люди допомагають з ідейних міркувань».

## Вихід
Тизер і трейлер до фільму були представлені 30 листопада 2015 року. Наступного дня фільм був оприлюднений неприбутковою організацією Олексія Навального «Фонд боротьби з корупцією», і розповідає, на думку авторів, про злочинну діяльність синів генерального прокурора Російської Федерації Юрія Чайки та близьких до нього, у тому числі з професійної діяльності осіб. За перші дві доби фільм набрав 1,4 млн. переглядів на офіційному каналі ФБК. Перегляд фільму доступний з субтитрами семи мовами: англійською, болгарською, іспанською, німецькою, польською, російською, фінською.
Менш ніж за 2 місяці кількість переглядів перевищила 5 млн, і 26 січня 2016 року «Фонд боротьби з корупцією» представив англомовну версію фільму, яка набрала понад 200 тис. переглядів та 6 тис. вподобайок.

## Фільм «Чайка» на фестивалі Артдокфест-2015
2 грудня 2015 стало відомо, що фільм «Чайка» включений до програми фестивалю документального кіно «Артдокфест», який пройде в Москві та Петербурзі з 8 по 16 грудня 2015. Президент фестивалю Віталій Манський заявив із цього приводу: «Я не високої думки про те, як кінематографічно зроблено цей фільм. Але ми усвідомлено його включили до спецпрограми фільмів „АртдокСеть“, зроблених для інтернету. Фільм „Чайка“ за добу переглянули понад 700 тисяч людей. Це знак величезного інтересу суспільства до того, що може розповісти їм документальне кіно. І ми не вважаємо, що маємо право бути осторонь інтересів суспільства».
8 грудня 2015 року російське міністерство культури попередило організаторів «Артдокфест» про відповідальність за показ фільмів без прокатного посвідчення, включаючи фільм «Чайка». Відповідаючи на запитання журналістів про можливі наслідки нагородження авторів фільму про дітей Юрія Чайки, Манський сказав: «Якби я боявся чогось у цьому житті, я жив би зовсім іншим життям. Я нічого не боюся, переконаний, що маю рацію, а не ті люди, які захопили міністерство культури та перетворили його на ганебний заклад, який рано чи пізно буде соромитися тих років, коли вони проводили політику знищення російської культури».
Фільм «Чайка» став переможцем фестивалю в номінації «АртдокМережа». Підсумки цієї номінації підбивало не журі, а відкрите Інтернет-голосування. Під час урочистої церемонії нагородження у столичному кінотеатрі «Горизонт» Олексій Навальний заявив, що він не є режисером фільму, справжній режисер вважав за краще не розкривати своє ім'я.

## Реакція

### Росія
Згідно з дослідженням Левада-центру, проведеного в середині грудня 2015 року, про фільм «Чайка» так чи інакше знало 38% росіян. При цьому 82% росіян, які чули про фільм, вважають описані у фільмі корупційні схеми та зв'язки зі злочинними угрупованнями типовим явищем для сучасної російської влади. 28% респондентів вважали, що оприлюднення розслідування не буде «мати жодних наслідків», стільки ж допускало, що Чайка може бути відправлений у відставку.
3 грудня секретар Ради безпеки Росії Микола Патрушев на запитання, чи треба проводити такі перевірки у разі Чайки, сказав, що «до всіх людей має бути однакове ставлення», і тим самим допустив проведення перевірок щодо сім'ї генерального прокурора.
У своїй офіційній заяві від 3 грудня Генеральний прокурор РФ Юрій Чайка назвав фільм рекомендованим, а викладені в ньому факти брехливими. Олексій Навальний, своєю чергою, заявив, що Фонд боротьби з корупцією подасть щодо генпрокурора Юрія Чайки позов про захист честі, гідності та ділової репутації. 4 грудня юрист ФБК Іван Жданов повідомив на своїй сторінці в одній із соціальних мереж, що «Фонд боротьби з корупцією» подав до Пресненського районного суду Москви позов до генерального прокурора Росії Юрія Чайки на захист честі, гідності та ділової репутації авторів розслідування щодо діяльності сина. генпрокурора Артема Чайки.
7 грудня прессекретар президента РФ Дмитро Пєсков заявив, що інформація з фільму не викликала інтересу у Кремля: «Там не йдеться про генпрокурора, там йдеться про його повнолітніх синів», проте, у фільмі згадуються високопоставлені прокурори, які мають ставлення до «гральної справи», рейдерських захоплень та зв'язків з організованою злочинністю.
10 грудня координатор організації «Національно-визвольний рух» і депутат Державної Думи РФ Євген Федоров заявив, що хоча «особисто не дивився цей матеріал з принципових міркувань», але «сама подача Навальним розслідування — це звичайно, 100% замовний матеріал, спрямований на дестабілізацію, ослаблення російського правоохоронного сектора в умовах підготовки іноземного вторгнення та майдану».
Міністр культури РФ Володимир Мединський 15 грудня прокоментував свій виступ на відкритті 5-зіркового готелю «Pomegranate» на грецькому півострові Халкідікі, про який йшлося у фільмі: «Я у свій вихідний день туди поїхав, зустрічався з міністром культури Греції. Ми готуємо проведення перехресного Року Греції та Росії. Це моя робота». Також Мединський заявив, що в Росії «практично помер жанр журналістського розслідування, і представники ЗМІ не намагаються докопатися до суті речей».
Тоді ж депутат Державної думи Дмитро Гудков направив запит до Слідчого комітету Росії з проханням надати інформацію про заступника генпрокурора Геннадії Лопатіну та його колишню дружину, яких автори фільму звинуватили у веденні спільного бізнесу з дружинами головних фігурантів справи про вбивства в станиці Кущевська. З погляду рядових співробітників прокуратури, ситуація в їхньому відомстві описана правильно і відповідає дійсності.

### Законопроєкт про заборону сімейності
Фільм «Чайка», на думку журналістів, послужив «спусковим гачком» для створення законопроєкту про заборону подружжю та повнолітнім дітям чиновників мати свій бізнес. Законопроєкт внесла до Державної думи партія ЛДПР, автори законопроєкту — лідер ЛДПР Володимир Жириновський і перший заступник голови фракції в думі Олексій Діденко. У пояснювальній записці до документа йдеться, що з 2008 року в Росії діє положення, що чиновники не можуть займатися підприємництвом або брати участь в управлінні господарським підприємством, проте щодо членів сімей чиновників такого закону досі немає. Федеральний закон, якби він був прийнятий, набув чинності з 1 квітня 2016 року. Аналогічну ініціативу внесла до Думи та КПРФ, проте трохи в іншому формулюванні.

### Швейцарія
8 грудня 2015 року «Фонд боротьби з корупцією» направив до прокуратури Швейцарії скаргу на Артема Чайку, складену на підставі підозр у відмиванні грошей. У скарзі згадувалися сини генпрокурора РФ Артем та Ігор Чайки, а також інші особи, фірми, банківські рахунки та нерухомість, ймовірно пов'язані з ними. Для того, щоб унеможливити упередженість перевірки, прокуратура доручила розслідування спеціальному підрозділу поліції в Лугано, який розслідує «білокомірцева» злочинність. У ході перевірки підтвердилася інформація про перебування у Швейцарії названих у скарзі осіб та їх зв'язок із компанією, що згадувалася в скарзі. Проте фактів відмивання грошей виявлено не було. Пізніше Артем Чайка отримав повідомлення від прокуратури Швейцарії про відсутність претензій до нього. Також, на підставі власного звернення, Артем Чайка отримав від офіційних осіб Греції повідомлення, в якому йшлося про законність проведеної ним у Греції угоди щодо придбання готелю на острові Халкідікі.

## Вплив на культуру
3 лютого 2016 року вийшов музичний відеокліп російського панк-рок -гурту Pussy Riot під назвою «Чайка», присвячений «російській державній мафії». У сатиричному кліпі одягнена в прокурорський мундир солістка групи Надія Толоконнікова зображує генерального прокурора Росії Юрія Чайку. За 2 дні відео набрав понад мільйон переглядів, а через п'ять років налічує понад 4 млн переглядів. За словами Толоконнікової, у героїв відео згодом були проблеми з роботодавцями.